# ستيوارت كرايغ
ستيوارت كرايغ (بالإنجليزية: Stuart Craig)‏ هو مصمم إنتاجي بريطاني، ولد في 14 أبريل 1942 في نورتش في المملكة المتحدة.

## وصلات خارجية
- ستيوارت كرايغ على موقع IMDb (الإنجليزية)
- ستيوارت كرايغ على موقع قاعدة بيانات الفيلم (الإنجليزية)